# Bundesautobahn 27
L'autostrada tedesca A 27, in tedesco Bundesautobahn 27 è un'autostrada che corre nella parte nord della Germania con un percorso dalla lunghezza di 162 km attraverso i länder di Brema e Bassa Sassonia. Coincide integralmente con il percorso della Strada europea E234.
Inizia sul Mare del Nord a Cuxhaven e termina a Walsrode e lungo il tracciato attraversa le città di Bremerhaven e Brema.

## Percorso
| BAB 27                                                         |           |                               |       |                |                |
| Tipo                                                           | n° uscita | Indicazione                   | km    | Corrispondenze | Strada europea |
|                                                                | 1         | Cuxhaven                      | 162,0 |                |                |
|                                                                | 2         | Altenwalde                    | 159,0 |                |                |
|                                                                | 3         | Nordholz                      | 150,1 |                |                |
|                                                                | 4         | Neuenwalde                    | 142,4 |                |                |
|                                                                | 5         | Debstedt                      | 136,1 |                |                |
|                                                                | 6         | Bremerhaven Uberseehafen      | 130,7 |                |                |
|                                                                | 7         | Bremerhaven Mitte             | 126,8 |                |                |
|                                                                | 8         | Bremerhaven Geestemunde       | 124,5 |                |                |
|                                                                | 9         | Bremerhaven Wulsdorf          | 121,1 |                |                |
|                                                                | 10        | Bremerhaven Sud               | 117,1 |                |                |
|                                                                | 11        | Stotel                        | 114,4 |                |                |
|                                                                | 12        | Hagen                         | 106,4 |                |                |
|                                                                | 13        | Uthlede                       | 98,7  |                |                |
|                                                                | 14        | Schwanewede                   | 89,4  |                |                |
|                                                                | 15        | Ihlpohl                       | 83,2  |                |                |
|                                                                | 16        | Dreieck Bremen Nord           | 82,2  |                |                |
|                                                                | 17        | Dreieck Bremen Industriehafen | 78,2  |                |                |
|                                                                | 17b       | Bremen Industriehafen         | 77,8  |                |                |
|                                                                | 18        | Bremen Uberseestadt           | 71,8  |                |                |
|                                                                | 19        | Bremen Horn - Lehe            | 68,0  |                |                |
|                                                                | 20        | Bremen Vahr                   | 63,8  |                |                |
|                                                                | 21        | Bremen Sebaldsbruck           | 58,2  |                |                |
|                                                                | 22        | Bremer Kreuz                  | 56,0  |                |                |
|                                                                | 23        | Achim Nord                    | 52,2  |                |                |
|                                                                | 24        | Achim Ost                     | 49,9  |                |                |
| \|\| \|\| Area di servizio "Langwedel - Daverden"\|\| 41,7\|\| |           |                               |       |                |                |
|                                                                | 25        | Verden Nord                   | 35,5  |                |                |
|                                                                | 26        | Verden Ost                    | 31,5  |                |                |
|                                                                | 27        | Walsrode West                 | 10,7  |                |                |
|                                                                | 28        | Walsrode Sud                  | 7,8   |                |                |
|                                                                | 29        | Dreieck Walsrode              | 0,0   |                |                |